# بايرون غينتري
بايرون غينتري (بالإنجليزية: Byron Gentry)‏ هو لاعب كرة قدم أمريكية أمريكي، ولد في 20 أكتوبر 1913 في مقاطعة سكوت في الولايات المتحدة، وتوفي في 10 فبراير 1992 في باسو روبليس في الولايات المتحدة.

## وصلات خارجية
- بايرون غينتري على موقع مرجع كرة القدم المحترفة.كوم (الإنجليزية)